# Zbigniew Dresler
Zbigniew Dresler (ur. 24 grudnia 1943, zm. 20 listopada 2024 w Krakowie) – polski ekonomista, profesor uniwersytecki.
Został pracownikiem naukowym i kierownikiem Katedry Finansów Przedsiębiorstw Uniwersytetu Ekonomicznego w Krakowie.
Od połowy lat 70. kierował punktem konsultacyjnym Akademii Ekonomicznej w Krakowie z siedzibą w Sanoku, koordynowanym przez tamtejszą Sanocką Fabrykę Autobusów „Autosan”.
Od połowy lat 90. XX wieku pracował również na stanowisku profesora nadzwyczajnego w Wyższej Szkole Zarządzania i Bankowości w Krakowie, gdzie prowadził wykłady z analizy finansowej. 26 listopada 2024 został pochowany na cmentarzu Salwatorskim w Krakowie.

## Odznaczenia
- Krzyż Kawalerski Orderu Odrodzenia Polski (2004)[7]
- Brązowy Krzyż Zasługi (1979)
- Złoty Krzyż Zasługi (1988)
- Medal Komisji Edukacji Narodowej (2000)[8]
- Odznaka „Zasłużony dla województwa krośnieńskiego” (1983)[9]